# Karl XI:s väg

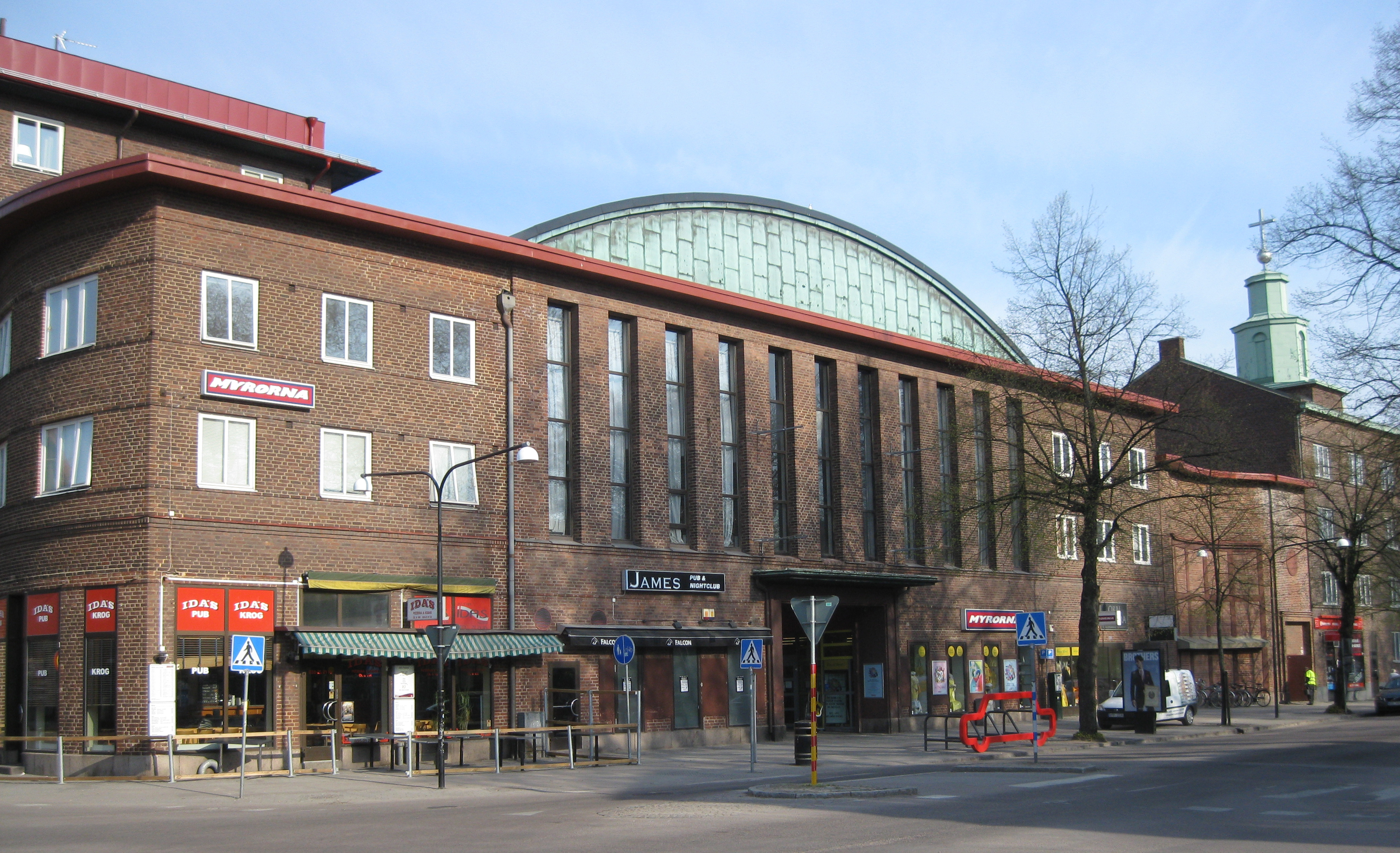
Halmstads saluhall, 2011

Karl XI:s väg är en gata i Halmstad, som går i en båge runt västra delen av Halmstads historiska stadskärna. Den anlades omkring 1905 – efter kulvertering av marken – ovanpå den tidigare vallgraven, som ingått i Halmstads stadsbefästning. Vallgraven hade redan från 1735 börjat fyllas igen med massor från den rivna stadsmuren.
Karl XI:s väg var från anläggandet av Slottsbron 1956 till anläggandet av Wrangelsleden i slutet av 1960-talet genomfart genom Halmstad för E6.
Utmed Karl XI:s väg finns fortfarande spår av Halmstads stadsbefästning från århundradeskiftet 1500/1600. Vid korsningarna med Kyrko- och Klammerdammsgatorna syns kasematter, inbyggda kanonrum för att försvara vallgraven utanför, från Bastion Våghals respektive Västra bastionen.

## Byggnader och anläggningar vid Karl XI:s väg
- Sankt Nikolais församling församlingshem, Karl XI:s väg 4, invigt 1927
- Halmstads saluhall, invigd 1934
- Baptistkyrkan, invigd 1932
- Gunillaparken, 1940-tal

## Bildgalleri

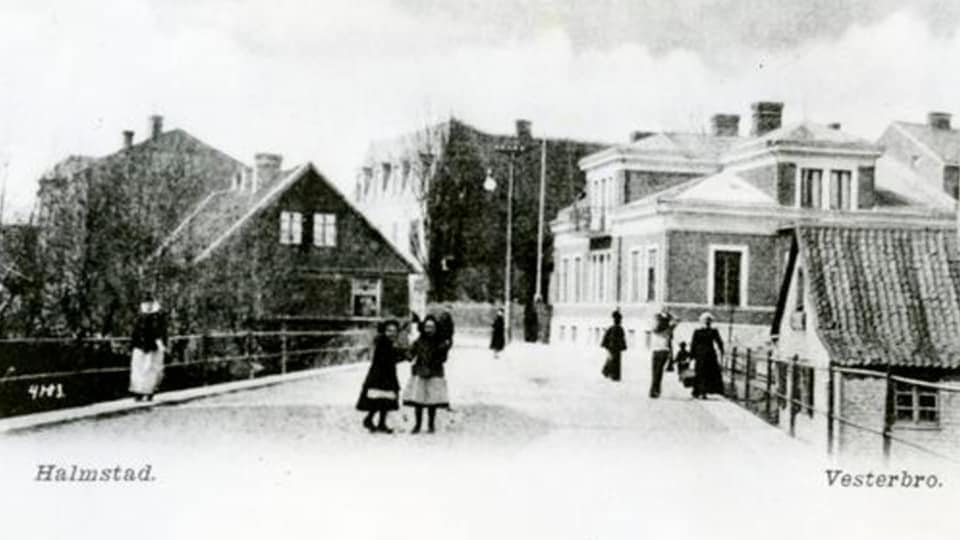
Västerbro före 1905
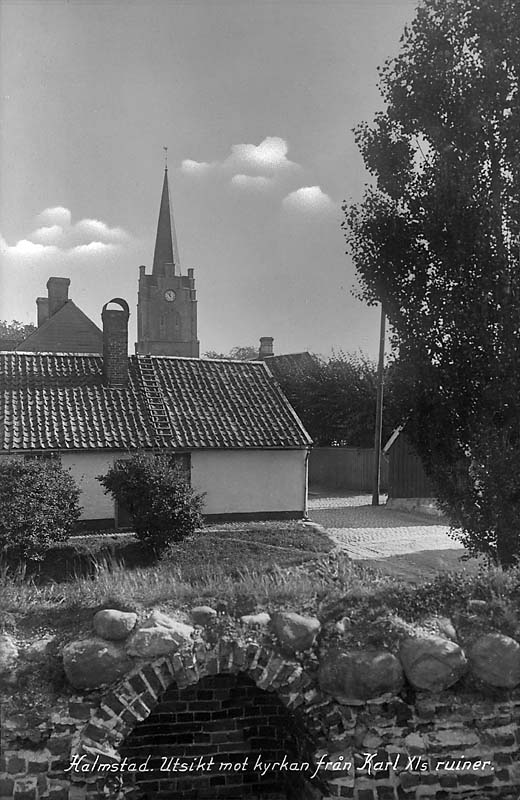
Kasematt vid Bastion Våghals, vid korsningen Kyrkogatan/Karl XI:s väg
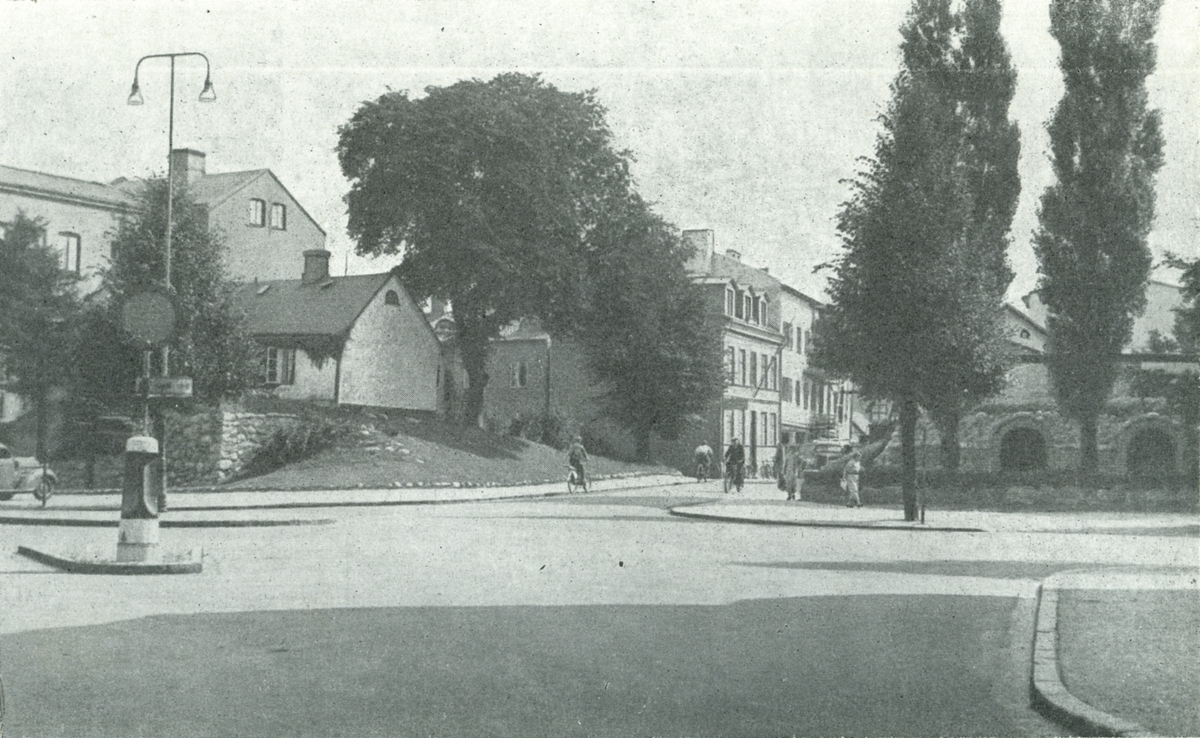
Kassematt vid Västra bastionen vid korsningen Klammerdammsgatan/Karl XI:s väg
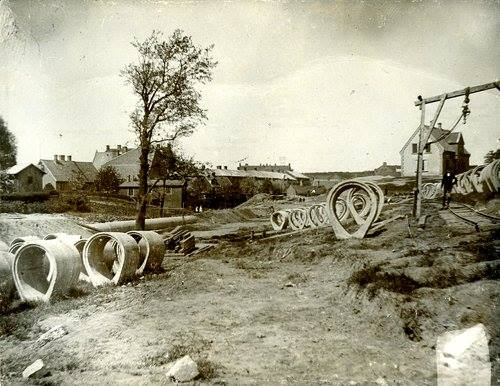
Kulvertering före anläggningen av Karl XI:s väg, 1905
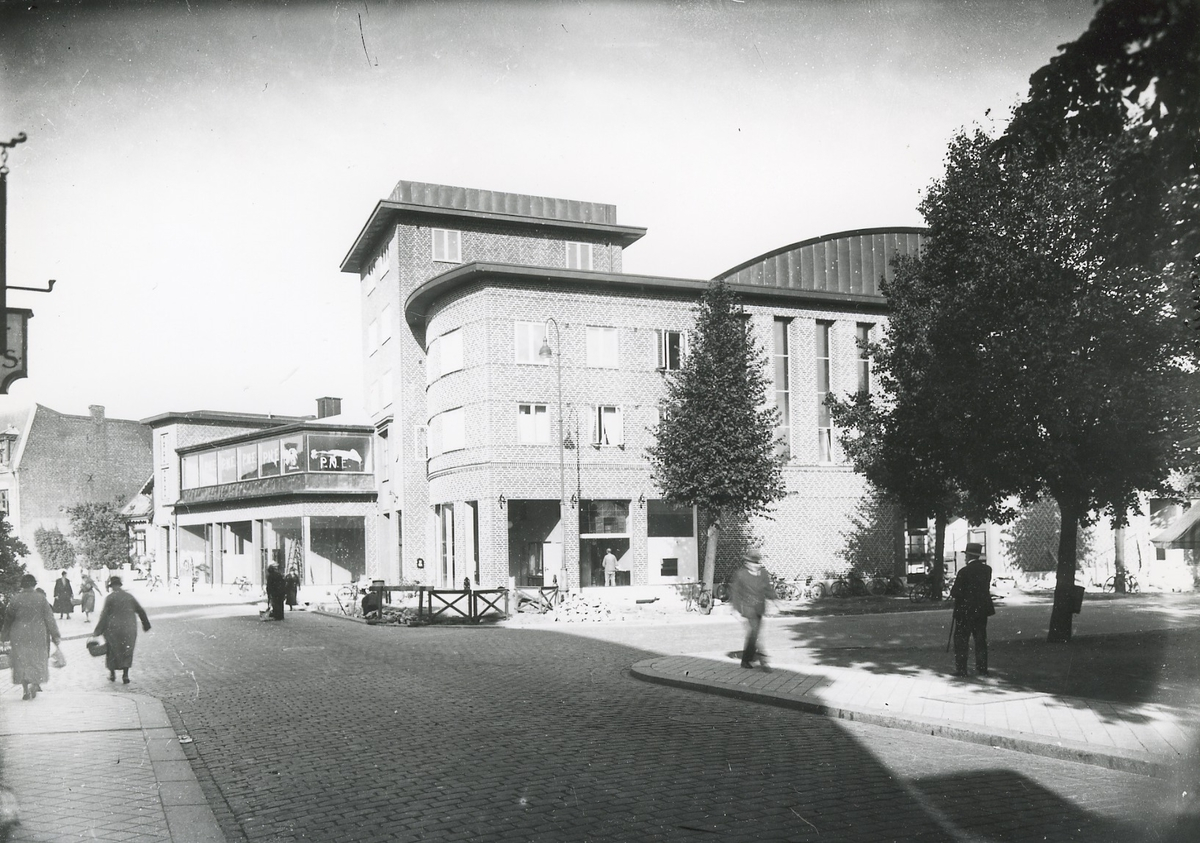
Halmstads saluhall, 1935